# Barfly
Barfly (br: Barfly – Condenados pelo Vício) é um filme de 1987 que é uma semi-autobiografia do poeta Charles Bukowski durante o tempo que foi alcóolotra em Los Angeles, Califórnia. O roteiro de Bukowski foi encomendado pelo cineasta francês Barbet Schroeder - que foi publicado, com ilustrações do autor, ainda quando a produção cinematográfica não estava concluída. Barfly é estrelado por Mickey Rourke e Faye Dunaway, com direção de Schroeder. O filme também apresenta uma aparição silenciosa do próprio Bukowski.

## Elenco
- Mickey Rourke - Henry Chinaski
- Faye Dunaway - Wanda Wilcox
- Alice Krige - Tully Sorenson
- Jack Nance - Detetive
- J.C. Quinn - Jim
- Frank Stallone - Eddie
- Sandy Martin - Janice
- Roberta Bassin - Lilly
- Gloria LeRoy - Grandma Moses
- Joe Unger - Ben
- Harry Cohn - Rick
- Pruitt Taylor Vince - Joe
- Fritz Feld - Bum

## Prêmios e indicações

### Indicações
Festival de Cannes
- Palma de Ouro (melhor filme): 1987[1]

 Globo de Ouro
- Melhor Atriz: Faye Dunaway - 1988[2]

 Independent Spirit Awards
- Melhor Ator: Mickey Rourke - 1988[3]
- Melhor Fotografia: 1988